# 7 mai 1917
Le lundi 7 mai 1917 est le 127e jour de l'année 1917.

## Naissances
- Daniel Gillès (mort le 18 mai 1981), écrivain belge
- David Tomlinson (mort le 24 juin 2000), acteur britannique
- Domenico Bartolucci (mort le 11 novembre 2013), prélat catholique
- Russell Foskett (mort le 31 octobre 1944), as de l'aviation australienne de la Seconde Guerre mondiale

## Décès
- Albert Ball (né le 14 août 1896), pilote de chasse britannique et as de l'aviation durant la Première Guerre mondiale
- Elisabeth de Stoutz (née le 5 mai 1854), Artiste peintre suisse
- Jules Auguste Chatron (né le 21 avril 1844), évêque français
- René Dalize (né le 30 novembre 1879), officier de marine, journaliste, dramaturge français

## Événements
- Sortie du film The Primrose Ring
- la conférence panrusse du Parti bolchevique adopte les thèses de Lénine. Un Comité central est créé (Lénine, Zinoviev, Kamenev et Staline).